# World of Warcraft: The Burning Crusade
World of Warcraft: The Burning Crusade (укр. Світ Воєнного ремесла: Палаючий похід) — перше доповнення до відеогри World of Warcraft, в офіційному продажі доступне з 16 січня 2007 року в Європі та США. З 28-29 червня 2012 року доповнення стало безкоштовним для власників оригінальної World Of Warcraft у складі збірника Battle Chest.

## Нововведення
Доповнення ввело дві нові грабельні раси, ельфів крові та дренеїв, нові локації, підземелля та континент Позамежжя (залишки Дренору). Було додано нові таланти та характеристику стійкість.
До гри було додано транспорт, що здатний літати, який гравці можуть використовувати тільки на території Позамежжі, досягнувши 60-го рівня. Для всіх професій були додані нові навички, а гравці, які досягли навички 300 у своїй професії, отримали можливість розвиватися в ній до 375.

### Ігрові раси
Як Альянс, так і Орда отримали по одній новій расі. Ці раси забезпечили Альянсу і Орді доступ до класів, які раніше були їм недоступні, тобто, Орді доступ до паладинів, а Альянсу — до шаманів.

#### Ельфи крові
Ельфи крові (англ. Blood Elves) — це колишні вищі ельфи, які вижили після руйнування своєї держави Кель'Таласу армією Скари та опоганення свого джерела магії. Вони вирішили так називатися в пам'ять про своїх полеглих братів та сестер. Спочатку вони залишалися вірними військам людей в Лордероні, і їхньому людському командиру-расисту, маршалові Ґарітосу, але в підсумку зажили недоброї слави відступників і покинули Альянс. Особливість цієї раси полягає у їх пристрасті до магії та, внаслідок цього, підвищеної стійкості до магії, використовуваної проти них. Класи, доступні  ельфам крові: жрець, маг, чорнокнижник, мисливець, розбійник, лицар смерті й паладин. Розробниками доповнення було заявлено, що ельфи крові будуть єдиною расою, у якої не буде класу воїнів; це зроблено для того, щоб зберегти обмежене число доступних класів для справедливого порівняння з іншими расами. Попри це, після виходу доповнення Cataclysm розробники все-таки додали можливість гравцям створити ельфа крові класу воїн. Їхньою початковою зоною у грі є Острів Сонцеходця, розташований в лісах Вічноспіву у королівстві Кель'Талас.

#### Дренеї
Дренеї (англ. Draenei) — втікачі-ередари з планети Арґус, котрі у своїх блуканнях прибули на Азерот. Вони були надзвичайно інтелектуальною расою, яка своїми численними досягненнями привернула увагу грішного титана Сарґераса, який прагнув обернути весь всесвіт на хаос. Сарґерас зблизився з лідерами ередарів, Веленом, Кіл'джеденом і Архімондом, і запропонував їм велику силу й знання в обмін на відданість їхньої раси. У той час, як Кіл'джеден і Архімонд погодилися на вірність Сарґерасові, Велену відкрилося видіння майбутнього, в якому ередари були перетворені грішним титаном на демонів. Велен і, поки ще не спотворені ередари, втекли з Арґуса і нарекли себе «дренеями», що з ередарської означає «вигнанці». За допомогою Наару, загадкових істот, які обдарували дренеїв знаннями й силою, вони знайшли тихий світ Дренор, батьківщину орків, що з ередарської мови означало «прихисток вигнанця». Вцілілі та не спотворені дренеї відносно безпечно втекли на Дренор на міжвимірному кораблі, Ґенедарі. Коли орків поневолили демони, і ті повстали проти дренеїв, останні зазнали аварії на острові Лазурового серпанку на планеті Азерот, і запропонували свою підтримку Альянсу в боротьбі проти Палаючого Легіону та Орди. Їхня столиця названа на честь їхнього корабля, який вони дістали у Позамежжі — Ексодар. Дренеї приєдналися до Альянсу, куди вже входили люди, дворфи, гноми та нічні ельфи, щоб протистояти Палаючому Легіону. Їхня початкова зона у грі розташована на островах Лазурового та Кривавого серпанку, які розташовані біля західного узбережжя материка Калімдор. Дренеям доступні наступні класи: воїн, жрець, паладин, маг, шаман, мисливець і лицар смерті (при встановленому доповненні Wrath of the Lich King).

### Позамежжя

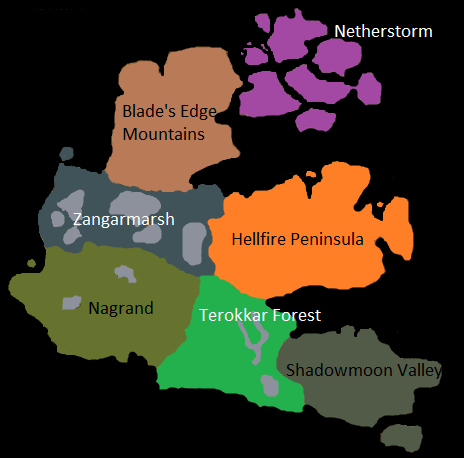
Мапа Позамежжя у грі

Позамежжя є залишком світу Дренор, викинутим у Крутіж Порожнечі. Воно виглядає як великий уламок поверхні планети, навколо якого літають менші уламки. В Позамежжі можна знайти табори Палаючого Легіону й поселення дренеїв. У грі Позамежжя містить наступні локації для персонажів різних рівнів: півострів Пекельного вогню (58-63), болота Занґар (60-64), Терокаррський ліс (62-65), Наґранд (64-67), Лезокраї гори (65-68), Пустошторм (67-70), долина Примарного місяця (67-70).

## Сюжет
Наприкінці подій відеогри Warcraft III: The Frozen Throne, Іллідан Лютошторм, леді Вайш, і Кель'тас Сонцеходець втекли з Азероту до Позамежжя. Боячись помсти Кіл'джедена за провал місії зі знищення Короля Лича, вони розпочали підготовку до його наступу. Іллідан проголосив себе володарем Позамежжя та запропонував ельфам крові служити йому та переміг місцевого демона Маґтерідона, кров якого дав тамтешнім оркам для підсилення в обмін на вірність. Іллідан оселився в Чорному храмі, звідки керував підготовкою до вторгнення Палаючого Легіону. Під час вторгнення Легіону вдалося відновити Темний Портал і відправити в Азерот свої загони.
В ході дій ельфів крові інші жителі Позамежжя, дренеї, були змушені тікати на міжвимірному кораблі Ексодар та зазнали аварії на Азероті. З новими силами герої Орди та Альянсу взялися за дослідження світу по той бік Темного Порталу.

## Оцінки та відгуки
| Агрегатор    | Оцінка   |
| ------------ | -------- |
| GameRankings | 91%      |
| Metacritic   | 91 з 100 |

| Видання   | Оцінка                                       |
| --------- | -------------------------------------------- |
| 1Up.com   | A+                                           |
| Eurogamer | 8 з 10 (перший огляд) 10 з 10 (другий огляд) |
| GameSpot  | 9.2 з 10                                     |
| GameSpy   | 5/5 зірок                                    |
| IGN       | 8.8 з 10                                     |

Доповнення The Burning Crusade отримало загальне схвалення критиків після виходу.
Доповнення стало найбільш продаваною відеогрою для персональних комп'ютерів 2007 року в Північній Америці та Європі й третьою найбільш продаваною грою для персональних комп'ютерів за всі часи. 
За першу добу після випуску було продано близько 2,4 млн примірників та близько 3,5 млн впродовж першого місяця.